# Soulèvement du 22 janvier 1871

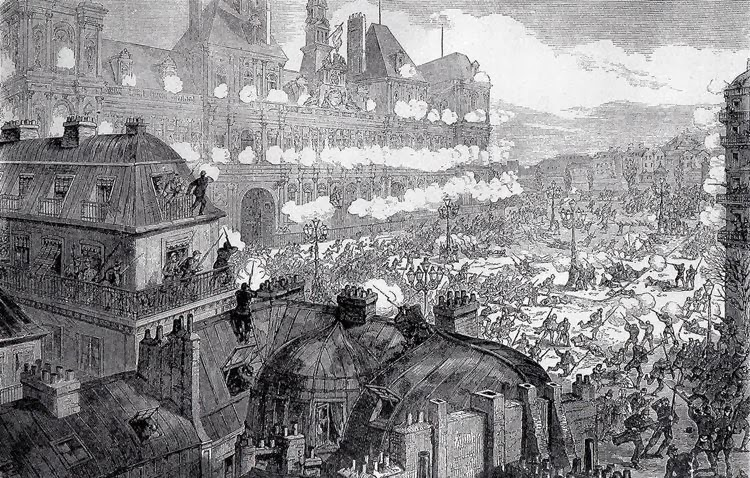
Le 22 janvier 1871, place de l’Hôtel-de-Ville.

Le soulèvement parisien du 22 janvier 1871 visait à empêcher le Gouvernement de la Défense nationale de décider la capitulation de Paris lors de la guerre franco-prussienne. Il fut réprimé sur ordre, notamment, du maire-adjoint Gustave Chaudey.

## Déroulement des événements
Le 18 janvier, le Gouvernement de la Défense nationale décide une ultime sortie des soldats de Paris assiégée par les troupes allemandes. L'offensive doit avoir lieu le 19 janvier. Les troupes rassemblées à grand bruit sont envoyées dans le froid et la pluie nocturnes au mont Valérien. Au matin du 19, l'offensive est lancée sur Versailles. L'aile gauche parvient à s'emparer de Montretout, du parc de Buzenval et d'une partie de Saint-Cloud. Mais elle ne reçoit aucun renfort d'infanterie ni d'artillerie et les positions qu'elle a conquises ne sont pas occupées par la réserve. Les Allemands contre-attaquent. Mais le général breton Trochu, commandant en chef de l'armée de Paris, et président du Gouvernement de la Défense nationale, ordonne la retraite. On déplore plus de 4 000 morts (dont un tiers de gardes nationaux, c'est-à-dire de civils parisiens).
Le 21 janvier, des délégués de la Garde nationale, des clubs politiques parisiens, des comités de vigilance, décident une manifestation place de l’Hôtel-de-Ville, où siège le gouvernement, pour le lendemain 22 janvier. Le même jour, une petite troupe libère Gustave Flourens, emprisonné depuis le soulèvement du 31 octobre à la prison Mazas. Dans la soirée, Trochu remet le commandement en chef de l’armée de Paris au général Vinoy, mais conserve ses fonctions de chef du gouvernement provisoire.
Le 22, une délégation des manifestants est reçue par Gustave Chaudey, adjoint du maire (Jules Ferry). La foule rassemblée sur la place de l'Hôtel-de-Ville est clairsemée. Mais, vers 15 heures, des gardes nationaux arrivent sur la place, amenés par Duval, Rigault et Sapia. Soudain, un coup de feu est tiré par un provocateur. Les gardes mobiles bretons, commandés par Le Bouëdec dont fait partie le lieutenant James Marie Antoine Monjaret de Kerjégu, installés dans l'hôtel de ville tirent sur la foule qui s'éparpille tandis que des gardes nationaux ripostent. C'est ce jour où Louise Michel prend pour la première fois les armes. On relève 5 morts et quelques dizaines de blessés chez les manifestants. Le soir, la manifestation a échoué. Le généralissime Joseph Vinoy, le général Clément-Thomas, qui vient d'être nommé à la tête de la Garde nationale, et Jules Ferry font arrêter 83 meneurs, dont Charles Delescluze. Les clubs sont interdits, de même que quelques journaux, tel Le Réveil ou Le Combat.
Désormais, le gouvernement a les mains libres pour signer la capitulation de la capitale. Les négociations entamées dès le 23 par Jules Favre avec les Allemands aboutissent à la signature de l'armistice le 26 janvier qui entre en vigueur deux jours plus tard. La guerre franco-allemande est terminée. 
Le maire-adjoint Gustave Chaudey fut par la suite incarcéré par les Communards puis exécuté.

### Source
- Bernard Noël, Dictionnaire de la Commune, Flammarion, Collection Champs,1978.